# Fiáth Ferenc
Eörményesi és karánsebesi báró Fiáth Ferenc (Aka, 1815. szeptember 21. – Veszprém, 1885. február 19.) Veszprém vármegye főispánja, emlékirat-író, földbirtokos.

## Élete

### Családja
Apja báró Fiáth József (1784–1868), anyja Luzénszky Franciska (1791–1855). 1843. június 4-én vette nőül Felsőlendván Kapy Ágnest (1819–1906), s a házasságból hat gyermekük született: Mária (1847–1940), Miklós (1848–1901), Pál (1850–1935), Anna (1852–1937), Ágnes (1854–1952) és Jozefa (1855–1945).

### Életútja
Iskoláit Győrött, Székesfehérváron és Pesten végezte. Egy évig Veszprém vármegyében volt aljegyző, 1844-ben Fejér vármegye alispánja, 1845-ben pedig magyar királyi helytartósági tanácsos. A magyar minisztérium megalakulásakor, a helytartótanács megszűnésekor lemondott és Vörösberényben gazdálkodott. 1848-ban a horvát csapatok veszprémi betörésekor a nemzetőrség parancsnokává választották. Az 1850-es években Deák Ferenc köréhez tartozott. 1860-tól Veszprém vármegye főispánja volt, 1874-ben bárói rangot kapott. 1849-ben egy proklamációja és egy cikke a „Fővárosi Lapok”-ban jelent meg. Életem és élményeim címmel, 1878-ban megjelent kétkötetes emlékirata jelentős kortörténeti dokumentum.

## Műve
- Életem és élményeim. 1-2. Köt. Bp. 1878.